# 仲よし手帖
『仲よし手帖』（なかよしてちょう）は、長谷川町子による日本の漫画作品。大日本雄辨會講談社の雑誌『少女倶楽部』で1940年（昭和15年）1月号から1942年（昭和17年）12月号まで連載された後、終戦を挟んで光文社の雑誌『少女』へ移籍し1949年（昭和24年）から1951年（昭和26年）まで連載された。

## 概要
両親が北海道に赴任するため祖父母を頼って上京した女学生のウメコと、転校先の女学校でウメコの友人となったマツコとタケコの女学生三人組の笑いに溢れる学生生活を描いた学園漫画である。なお、講談社『少女倶楽部』連載分（以下「戦前版」）は戦前に描かれているため皇紀が使用されている箇所がある。
戦後に光文社『少女』で連載を再開しているが、戦前版とは絵のタッチやコマ割り、ストーリー展開に至るまで再開後の『少女』版（以下「戦後版」）および単行本（後述）とは全く異なっている。長谷川は戦前版の連載状況について「戦前仲よし手帖という漫画を連載していたが検閲やら何やらで折角のアイデアがめちゃめちゃにされとても嫌だった」と語っている。

## 登場人物
ウメコ
転校生。あわて者でそそっかしく天真爛漫な性格。
マツコ
男勝りで快活。『サザエさん』のワカメと同じ髪型をしている。
タケコ
お淑やかで聡明。
テルコ
ウメコの同級生。
ウメコの祖父母
両親の北海道赴任に伴いウメコが女学校へ転向した際の居候先。

## 単行本
最初の単行本は、1949年（昭和24年）から1951年（昭和26年）にかけて姉妹社から全2巻が発行された。単行本化の際に大幅な加筆修正が行われており、戦前版はもちろん戦後版とも絵柄がまったく異なっている。この姉妹社版は一時絶版となっていたが、1983年（昭和58年）に復刊された。ただし、復刊に際しては旧版の原稿紛失により描き直された箇所が存在しており、表紙のデザインも異なっている。

### 姉妹社版
1. 上巻 1949年11月20日初版 ISBN 4-7844-4006-2
2. 下巻 1951年06月15日初版 ISBN 4-7844-4007-0

表紙に「漫画上巻」「漫画下巻」と書かれているものが旧版で、単に「上巻」「下巻」と書かれているものが復刊後の版である。復刊後の表紙は上巻が旧版の表紙画を基に描き直したもの（ただし、左下の作者名の入れ方が異なっている）を使用しているが、下巻は旧版とは全く異なる表紙画が使用されている。

### 朝日新聞社版
1993年（平成5年）に姉妹社が廃業した後、朝日新聞社から刊行された長谷川町子全集第31巻に『新やじきた道中記』との合本として採録された。2001年（平成13年）には同社が刊行する朝日文庫の連続企画「長谷川町子傑作漫画集」の最終巻として漫画文庫化されている。表紙画は全集・文庫とも姉妹社復刊版の下巻と同じものを使用している。
長谷川町子全集
- 1998年7月23日初版 ISBN  4-02-257101-2

朝日文庫
- 2001年7月13日初版 ISBN 4-02-261343-2